# Micrurus ephippifer
Micrurus ephippifer är en ormart som beskrevs av Cope 1886. Micrurus ephippifer ingår i släktet korallormar, och familjen giftsnokar.
Arten förekommer med några mindre och från varandra skilda populationer i södra Mexiko i delstaten Oaxaca. Den vistas i låglandet och i bergstrakter upp till 2300 meter över havet. Habitatet utgörs av tropiska lövfällande skogar samt av blandskogar som domineras av tallar och ekar. Honor lägger ägg. Liksom andra korallormar har Micrurus ephippifer ett giftigt bett.
Skogens omvandling till jordbruksmark är ett hot mot beståndet. Denna orm är allmänt sällsynt. IUCN kategoriserar arten globalt som sårbar.

## Underarter
Arten delas in i följande underarter:
- M. e. zapotecus
- M. e. ephippifer